# Fitz, England
Fitz är en by i civil parish Bomere Heath and District, i distriktet Shropshire, i grevskapet Shropshire, i England. Byn är belägen 6 km från Shrewsbury. Fitz var en civil parish fram till 1934 när blev den en del av Pimhill och Montford. Civil parish hade 241 invånare år 1931. Byn nämndes i Domedagsboken (Domesday Book) år 1086, och kallades då Witesot.